# Jiří Lexa
Jiří Lexa (* 29. května 1953) je český politik, bývalý zastupitel města Třeboně, od února 2013 do ledna 2014 místopředseda Věcí veřejných a člen této strany.

## Život
V letech 1968 až 1972 navštěvoval Střední průmyslovou školu strojní v Českých Budějovicích. Následně v letech 1972 až 1977 vystudoval obor ekonomika a řízení výroby na Fakultě strojního inženýrství Českého vysokého učení technického v Praze. Do roku 1989 pracoval v ekonomických funkcích na úrovni výrobního závodu a státního podniku. V letech 1990 až 1997 se živil jako prokurista ve společnosti Otavan Třeboň, pak krátce jako vedoucí obchodního oddělení v Živnostenské bance. V letech 1998 až 2005 byl jeho zaměstnavatelem podnik Jitona, kde dělal i generálního ředitele. Od roku 2007 se živí opět jako prokurista, tentokrát ve společnosti Groz-Beckert Czech České Budějovice.
Jiří Lexa je ženatý a má dva dospělé syny.

## Politické působení
Do politiky vstoupil v roce 2002, když se stal zastupitelem města Třeboň. Uspěl jako nestraník na kandidátce Sdružení nezávislých. Funkci zastupitele obhájil i v komunálních volbách v roce 2006, tentokrát jako nestraník na kandidátce Hnutí nezávislých za harmonický rozvoj obcí a měst. Obě volební období působil v opozici. V roce 2009 se stal členem Věcí veřejných. Za tuto stranu pak neúspěšně kandidoval na funkci zastupitele v komunálních volbách v roce 2010 (Věci veřejné totiž získaly jen 4,57 % hlasů a do Zastupitelstva města Třeboně se nedostaly).
Neúspěšně se také pokoušel prosadit ve vyšší politice. Ve volbách do Poslanecké sněmovny PČR v roce 2010 kandidoval na čtvrtém místě jihočeské kandidátky (Věci veřejné nakonec získaly 1 mandát). Podobně v krajských volbách v roce 2012, kde figuroval na třetím místě kandidátky, se Věci veřejné nedostaly ani do Zastupitelstva Jihočeského kraje (strana získala jen 0,59 % hlasů).
Na volební konferenci Věcí veřejných v Praze v únoru 2013 byl zvolen místopředsedou strany. Ve funkci setrval do ledna 2014. Ve volbách do Evropského parlamentu v roce 2014 kandidoval na 8. místě kandidátky Věcí veřejných, ale neuspěl.